# Амундсен, Артур
Артур М. А́мундсен (норв. Arthur M. Amundsen; 22 марта 1886, Кристиания — 25 февраля 1936, Осло) — норвежский гимнаст, призёр летних Олимпийских игр.
На Играх 1908 года в Лондоне Амундсен участвовал только в командном первенстве, в котором его сборная заняла второе место.
Через четыре года Амундсен выступал за норвежскую сборную на Олимпиаде 1912 года в Стокгольме. В соревновании по шведской системе его команда заняла третье место.